# 脱甲基化
脱甲基化（英語：Demethylation）是一种结果使得甲基（CH3）从一个分子上脱下的化学反应。最常见的脱甲基化方法是将氢原子置换掉甲基，结果也就是使得净损失一个碳原子与两个氢原子。
脱甲基化的对应物是甲基化。

## 生物化学
在生物化学系统中，脱甲基化的过程是被脱甲基酶催化进行的。 这些酶氧化N-甲基，发生在组蛋白和某些形式的DNA中：
R2N-CH3  +  O   →   R2N-H   +  CH2O
一种这样的氧化酶家族是细胞色素P450。
- 在生物化学体系中，此过程称为脱甲基作用，常由酶催化：例如肝脏酶系的细胞色素P450（CYP）家族与真菌芳香族过氧化酶如杨树菇过氧化酶。

## 例子
| Krapcho反应: |  |
|              |  |
|              |  |

## 参阅
- 甲基化，对底物添加一个甲基